# 朝吹磯子

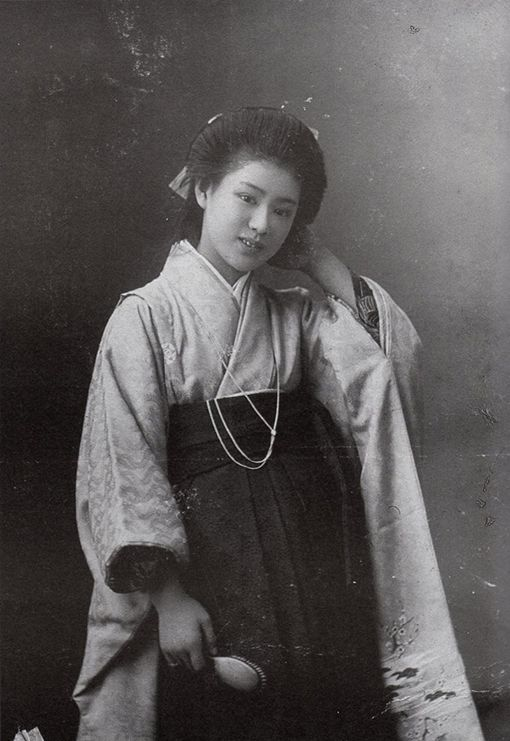
長岡外史長女、磯子（1905年）

朝吹 磯子（あさぶきいそこ、1889年（明治22年）10月8日 - 1985年（昭和60年）2月15日）は、大正から昭和にかけての歌人・テニスプレイヤー。

## 略歴
1889年（明治22年）10月8日、大日本帝国陸軍軍人で衆議院議員としても活躍した長岡外史の長女として宮城県に生まれた。当時、長岡外史は仙台市に所在する歩兵第4連隊中隊長の職にあった。1892年、父の転勤で東京に移る。1904年（明治37年）、東京市麹町区の華族女学校（現、学習院女子中等科）に入学。1906年には、8歳年上で日本銀行勤務の朝吹常吉に嫁いだ。
1909年には長男の英一、1912年には次男の正二、1914年には三男の三吉、1915年には四男の四郎、1917年には長女の登水子を出産した。

### テニス・プレイヤーとして

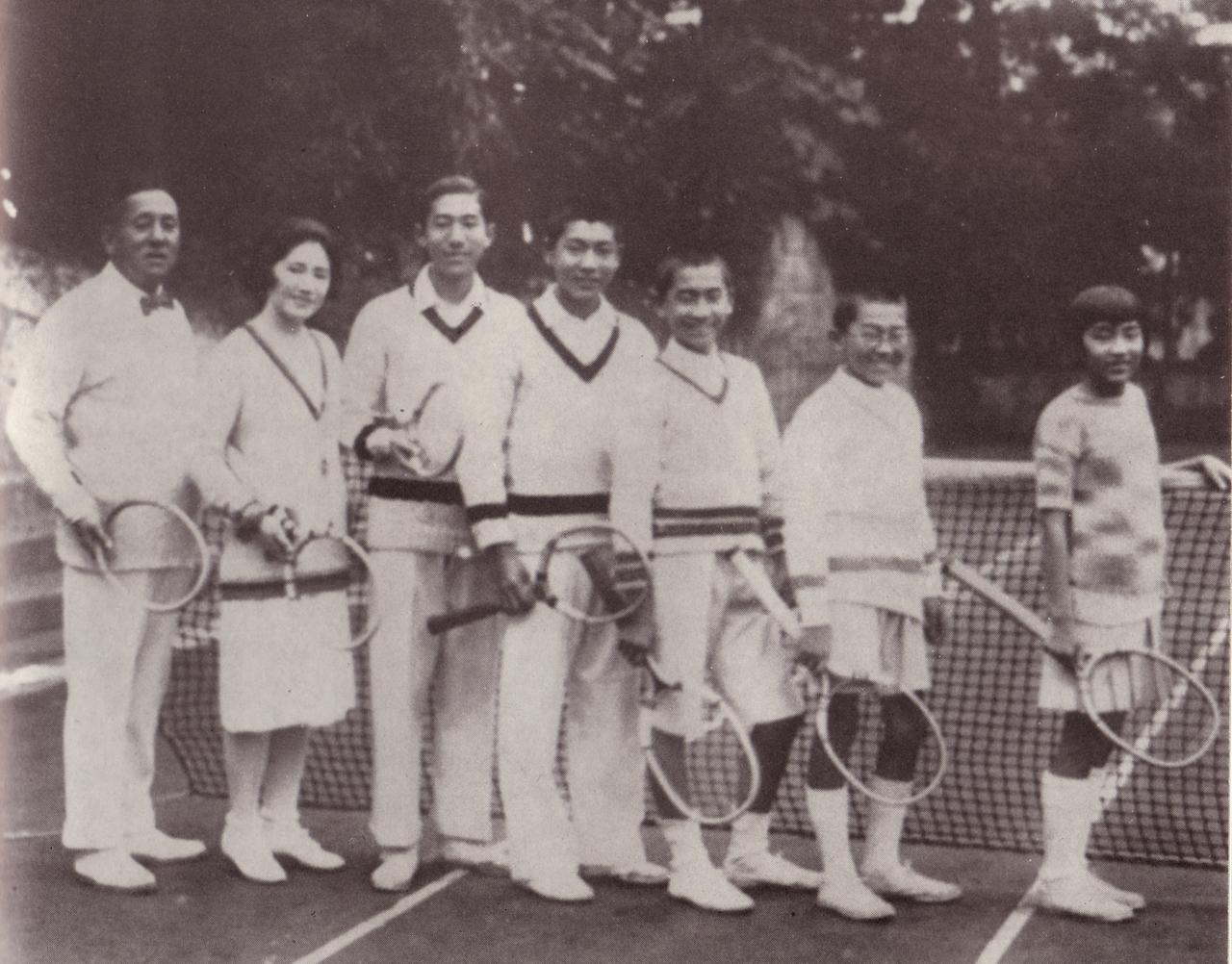
朝吹常吉・磯子夫妻と5人の子ども（1928年頃）

一家中テニス好きで知られていた。夫の朝吹常吉は、慶応義塾在学中からテニスに関しては有名だった。
1920年（大正9年）秋、朝吹常吉は磯子をともなって渡米したが、米国テニス協会会長ら幹部との懇談の際、会長よりデビスカップへの日本の参加を強くすすめられた。デビスカップは国別対抗戦であり、参加するには国の窓口としての協会が必要だったが、日本にはまだなかった。帰国した朝吹は、学校やクラブの関係者との折衝を重ね、理事をそろえて日本庭球協会を組織し、推されて自らが会長となり、翌1921年（大正10年）年2月、国際ローンテニス連盟（ILTF）に加盟を申請した。1922年（大正11年）3月、朝吹常吉は日本テニスの統括団体として日本庭球協会を正式に発足させた。1923年（大正12年）3月には米国の後押しで国際ローンテニス連盟への参加が認められた。
磯子が本格的に硬球テニスを始めたのは日本庭球協会発足後のことであり、30歳を過ぎてからのことであった。1923年9月、関東大震災のため東京に帰れず、軽井沢のテニスコート付別荘に滞留していた磯子は、夫の常吉が招いていた世界的プレイヤーで、当時、第2回日本庭球選手権で優勝したばかりの原田武一にラケットの持ち方から始まって、テニスを基本から教わったという。東京に戻ってからは、高輪の朝吹邸のコートで原田のダブルス・パートナーだった青木岩雄の指導を受けるようになった。
実業家夫人として、5人の子の母親として忙しい毎日を送っていた磯子であったが、寸暇を惜しんで真面目に、基本に忠実に練習を重ねた。名プレイヤーの指導を受け、実力をつけた磯子は、1924年（大正13年）に開催された第1回全日本女子庭球選手権大会のシングルスでベスト4に入り、日本女子テニス界の草分け的存在となった。この大会では、出場者19人のうち、既婚者は磯子だけだったといわれている。1926年（大正15）年4月の第2回関東庭球選手権では女子シングルス、同ダブルスで優勝という結果を残した。その後、2人の子どもを連れてアメリカにテニス修行に出かけたこともあった。彼女は、外国人コーチにテニスの手ほどきを受けた最初の女性でもあった。
磯子は、『ローンテニス』誌1926年7月号掲載の「私の日常とテニス」に「女子に一番適したこのテニスがますます盛んになります様に」と書き記し、また、自身のテニス経験を語って「関東ではあまりに引込思案の家庭が多いので情けなう御座います。どんどん運動をして立派な體格をした未来の母性が澤山現はれる事を切に希望いたします」と綴っている。
1929年（昭和4年）10月の全日本選手権ダブルスで優勝を果たすなどの戦歴をのこしたが、ひじを痛めたあとはゴルフに転じた。戦後も日本女子テニス連盟の名誉会員を長く務めた。

### 歌人として
歌人としては村岡花子や柳原白蓮も入門した佐佐木信綱主宰の短歌結社、竹柏会（ちくはくかい）の会員として短歌を主とする創作活動をおこなった。また、「藤波会」会員、「心の花」同人、「十一日会」会長としても活動した。
歌集に、1936年4月『高砂嶋を歌ふ』（朋文堂）、1940年『歌集:環流』（創美社、心の花叢書）、1942年『おもかげ』、1943年『蒼樹』（墨水書房）、1964年10月『蒼炎』（新星書房）、1969年『蒼旻』（新声社）、1979年1月『蒼坤』、随筆に1973年1月の『八十年を生きる』（読売新聞社）、編著に1969年の『回想 朝吹常吉』がある。
1985年（昭和60年）2月15日死去。95歳。

## 親族・末裔

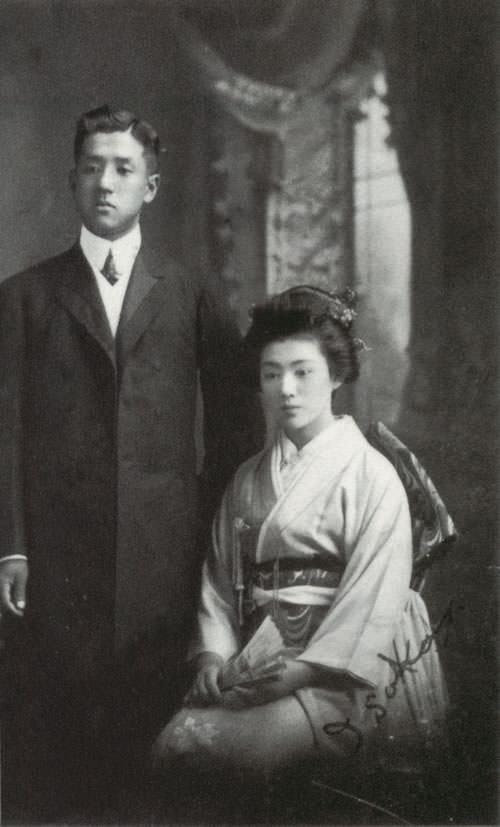
磯子と夫の朝吹常吉（1906年）

- 父：長岡外史 - 長門国出身。大日本帝国陸軍軍人、政治家。「プロペラひげ」がトレードマーク。帝国飛行協会理事として民間航空発展に尽力、将校たちにオーストリアのテオドール・エードラー・フォン・レルヒ少佐よりスキー技術を学ばせ、民間にも紹介した[12]。
- 母：長岡芳子 - 大阪府生まれ。旧姓清水。
- 妹：長岡京子 - 男爵園田武彦と結婚。のち離縁。
- 弟：長岡護一 - 報国機械工業、萬寿企業株式会社、株式会社千代田組の各取締役。
- 夫：朝吹常吉 - 実業家。元三越社長[13]。帝国生命保険（現、朝日生命保険）社長[13]。
- 長男：朝吹英一 - 音楽家。千代田組社長。幼い頃に木琴を買い与えられてプロ級の腕前となり、慶応義塾大学経済学部在学中の1927年（昭和2年）より木琴奏者としてNHKのラジオ放送に出演し、1930年にアメリカで音楽を学んだのち，大手レコード会社各社からレコードを出した[14]。「カルア・カマアイナス」、「サーフライダース」、「スウィング・サーフライダーズ」などでバンド活動。三男（磯子の孫）の朝吹英世はプロギア社員で日本木琴協会会長[15]。
- 二男：朝吹正二 - 萬寿企業株式会社取締役[16]。チェロ奏者でもある。編著書に『新らしいチヱロ独奏曲集』（1938年）がある[17]。妻の絢子は須之内品吉次女[16]。
- 三男：朝吹三吉 - フランス文学者で翻訳家、慶應義塾大学法学部教授。ユネスコ事務局次長も務めた[18]。次男（磯子の孫）にフランス文学者で詩人の朝吹亮二、その娘（磯子の曽孫）に『きことわ』（2010年発表）で第144回芥川龍之介賞を受賞した小説家の朝吹真理子[19]。
- 四男：朝吹四郎 - 建築家。渡英し、ケンブリッジ大学で学ぶ[20]。各国の駐日大使館の設計を多く手がけた[20]。妻・登茂子は内閣総理大臣も務めた山本権兵衛の孫。
- 長女：朝吹登水子 - フランス文学者、フランソワーズ・サガン『悲しみよこんにちは』やシモーヌ・ド・ボーヴォワール『娘時代』『女ざかり』などの翻訳で知られる[21]。エッセイや小説も著述している[21]。娘（磯子の孫）に翻訳家の朝吹由紀子。